# Мельник Ярослава Іванівна
Ярослава Іванівна Мельник (нар. 16 травня 1954, с. Годвишня, Львівська область) — український літературознавець, франкознавець. Доктор філологічних наук (2006), дійсний член НТШ (2017). Лавреатка Міжнародної премії ім. Івана Франка (2018).

## Життєпис
Ярослава Мельник народилася 16 травня 1954 року в селі Годвишні, нині Городоцької громади Львівського району Львівської области України.
1976 року закінчила філологічний факультет Львівського університету. Того ж року почала працювати у Львівському літературно-меморіальному музеї І. Франка, а протягом 1979—1990 років була завідувачем сектору фондів. З 1990 — в Інституті українознавства НАНУ, де працювала у 2009–2012 роках завідувачем відділу української літератури. Водночас викладач Українського католицького університету, зокрема у 2016—2021 роках була завідувачем, а нині професор кафедри філології згаданого вишу. У 2008–2015 роках була деканом факультету україністики та ректором Українського вільного університету в м. Мюнхені (Німеччина).
Член редколегії наукового збірника «Садиба Франка» Державного історико-культурного заповідника «Нагуєвичі».

## Доробок
Автор статей до енциклопедій «Наукове товариство імені Шевченка» (т. 1, 2014; т. 2, 2016), а також «Франківська енциклопедія» (т. 1, 2016). У сфері наукових інтересів — історія й теорія літератури, зокрема франкознавство та апокрифи.
Книги:
- «І остання часть дороги...: Іван Франко в 1914–1916 роках» (1995),
- «З останнього десятиліття Івана Франка» (1999),
- «Іван Франко й biblia apocrypha: До 150-річчя від дня народження І. Франка» (2006),
- «...І остання часть дороги: Іван Франко в 1908–1916 роках» (2006; 2016),
- «Апокрифічний код українського письменства» (2017),
- «Подзвінне Франкові» (2023)[2].

Упорядник:
- «“Апокрифи і леґенди з українських рукописів...” у дзеркалі критики» (2001),
- «Апокрифи і леґенди з українських рукописів. Зібрав, упорядкував і подав д-р Іван Франко» у 5-ти т. (2006),
- «Іван Франко. Благовіщення. Порівняльний дослід біблійної теми...» (2009),
- «Франкові «чуда» святого Миколая» (2022)[3].

Підготувала до друку видання Українського вільного університету:
- «Вибрані твори = Ausgewählte Werke» Г. Сковороди (у перекладі Р. Піча; 2013),
- «Леся Українка: Вибрані драми = Lesja Ukrajinka: Ausgewählte Dramen» (у перекладі І. Качанюк-Спєх; 2013).